# 易方达基金
易方达基金管理有限公司，是一家总部位于中华人民共和国广东省广州市天河区、注册地位于珠海市横琴新区的基金公司，截至2025年6月30日，公司总资产管理规模近3.6万亿元，是国内最大的公募基金管理公司，客户包括个人投资者及社保基金、企业年金、银行、保险公司、境外央行及养老金等大型机构投资者。该公司第一大股东为何享健之子何剑锋控制的盈峰集团，其余股东分别为广发证券、粤财信托、广晟控股、广州市广永国有资产经营有限公司及员工持股实体等。

## 历史
该基金公司最初由广东粤财信托投资有限公司，广发证券股份有限公司，广东证券股份有限公司（已于2005年遭托管清算），重庆国际信托投资有限公司、天津信托投资有限责任公司、北方国际信托投资股份有限公司共同发起。
2004年、2005年，美的集团通过分别受让天津信托、北方国际信托、广发证券、广东证券所持公司股权，成为该公司并列第一大股东。但2007年，美的集团将该基金公司的股权转让给“盈峰集团”，后者为美的创始人何享健之子何剑锋实际控制。

## 外部連結
- 官方网站